# 김도아 (치어리더)
김도아(1994년 12월 24일~)는 대한민국의 여성 치어리더이다.

## 경력
- IBK기업은행 알토스 응원단 치어리더
- KB손해보험 스타즈 배구단 응원단 치어리더
- SSG 랜더스 응원단 치어리더